# قلب سخت
ای دل، مشکله (به انگلیسی: Ae Dil Hai Mushkil) نام یک فیلم هندی محصول سال ۲۰۱۶ با بازی آیشواریا رای و رانبیر کاپور است. ژانر این فیلم درام بوده و این فیلم به کارگردانی و نویسندگی کاران جوهر است که داستان عشق‌هایی یک طرفه را به تصویر می‌کشد.
طبق شنیده‌ها در ابتدا نام فیلم Ae Dil بوده که کاران جوهر کارگردان فیلم پس از شنیدن آهنگ زیبای Ae Dil Hai Mushkil تصمیم می‌گیرد نام فیلمش را به Ae Dil Hai Mushkil تغییر بدهد.

## بازیگران
- آیشواریا رای: صبا طاهر خان
- رانبیر کاپور: ایان سنگر
- انوشکا شرما: آلیزه خان
- فؤاد افضل خان: دی جی علی
- عمران عباس نقوی: دکتر فیضل خان
- شاهرخ خان: شوهر سابق صبا طاهر خان
- لیسا هایدون: لیزا
- آلیا بهات: دی جی آلیا (بازیگر مهمان)
- نیها دوپیا: مصاحبه‌کننده (بازیگر مهمان)

## خلاصه
پس از آشنایی ایان و الیزه، الیزه رفتارهای بچگانه ایان را به مسخره می‌گیرد. ایان از نظر مالی وضع خوبی دارد و الیزه به اون می‌گوید لیزا (دوست ایان) فقط برای بدست آوردن ثروتش او را تحمل می‌کند؛ و همچنین الیزه از عشق ماندگارش به علی برای ایان تعریف می‌کند. الیزه اکنون به خاطر خواسته پدرش با دکتر فیضل ارتباط دارد. در شب آشنایی ایان و الیزه ان دو شرط می‌بندند که همراه چه کسی خوش قیافه تر است. شب بعد، قراری چهار نفری ترتیب داده می‌شود و الیزه به لیزا به‌طور نسبتاً غیر مستقیم لقب پول‌پرست را نسبت می‌دهد. لیزا ناراحت می‌شود.
در شب بعد نیز این چهار نفر با یکدیگر دیدار می‌کنند و دکتر فیضل از طرف الیزه از لیزا عذر خواهی می‌کند ناگهان الیزه و ایان متوجه می‌شوند لیزا و دکتر فیضل در جمع حضور ندارند وقتی ایان آن دونفر را باهم می‌بیند به شکل بچگانه ای شروع به گریه کرد می‌کند! الیزه از رفتارهای مسخره ایان عصبانی می‌شود. چون ایان هیچ‌گاه عاشق لیزا نبود اما الیزه درد دلشکستگی را تجربه کرد بود و حرکات ایان برایش واقعاً مسخره بود. الیزه و ایان به عنوان دوست با یکدیگر به سفر می‌روند و حسابی خوش می‌گذرانند ناگهان در شبی الیزه با علی دیدار می‌کند و این ملاقات بسیار آن‌ها را شوکه می‌کند. الیزه با علی به هند می‌رود تا باهم ازدواج کنند و ایان تنها به خانه‌اش بر می‌گردد الیزه به اون تلفن می‌کند و از او می‌خواهد در عروسی اش شرکت کند. در عروسی الیزه ایان عشقش را به الیزه ابراز می‌کند الیزه با ناراحتی او را رد می‌کند و ایان آنجا را ترک می‌کند. ایان در فرودگاه با شاعری به نام صبا طاهر خان ملاقات می‌کند و از عشقش به الیزه به او می‌گوید بعد از چند ماه صبا و ایان وارد رابطه ای می‌شوند و الیزه را به خانه اشان دعوت می‌کنند صبا متوجه عشق بی‌اندازه ایان به الیزه می‌شود و از آنجایی که صبا در طی این مدت عاشق ایان شده بود با درک بیشتر این عشق از ایان می‌خواهد که خانه‌اش را ترک کند ایان به خواننده مشهوری تبدیل می‌شود. در یکی از کنسرت‌هایش علی را می‌بیند و حال الیزه را از او جویا می‌شود علی می‌گوید الیزه دو سال است که او را ترک کرده و نه علی و نه خانواده الیزه از اون خبری ندارند ایان به جایی می‌رود که می‌داند الیزه ممکن است آنجا باشد دو روز تمام تشنه و گرسنه در سرما آنجا منتظر می‌ماند…بالاخره الیزه به محل می‌آید.
ایان متوجه می‌شود که الیزه دچار سرطان شده و همه موهایش ریخته بنابراین تصمیمی می‌گیرد موهای خودش را از ته بزند
مدت کوتاهی با عشقش سر می‌کند تا اینکه الیزه در اثر سرطان از بین می‌رود و با خواندن آهنگ ماه درخشان من (ورژن غمگینش) فیلم به پایان می‌رسد

## آهنگ‌ها
1. "Ae Dil Hai Mushkil" (ای دل مشکله)
2. "Bulleya" (بولیا)
3. "Channa Mereya" (ماه درخشندهٔ من)
4. "The Breakup Song" (آهنگ جدایی)
5. "Cutipie" (خوردنی هستی)
6. "Alizeh" (آلیزه)